# Cauroy-lès-Hermonville
Cauroy-lès-Hermonville – miejscowość i gmina we Francji, w regionie Grand Est, w departamencie Marna.
Według danych na rok 1990 gminę zamieszkiwało 327 osób, a gęstość zaludnienia wynosiła 32 osób/km².